# Friðriksdóttir
Friðriksdóttir ist ein isländischer Name.

## Bedeutung
Der Name ist ein Patronym und bedeutet Tochter des Friðrik. Die männliche Entsprechung ist Friðriksson (Sohn des Friðrik).

## Namensträgerinnen
- Fanndís Friðriksdóttir (* 1990), isländische Fußballspielerin
- Gabríela Friðriksdóttir (* 1971), isländische Künstlerin und Bildhauerin
- Þóra Friðriksdóttir (* 1933), isländische Schauspielerin